# I Sang-hwa
I Sang-hwa (korejsky 이상화, anglický přepis: Lee Sang-hwa; * 25. února 1989 Soul) je jihokorejská rychlobruslařka se specializací na sprinty na nejkratších tratích 100 a 500 m. Je olympijskou vítězkou a několikanásobnou medailistkou z mistrovství světa.
V 15 letech se poprvé zúčastnila Mistrovství světa juniorů 2004, kde jako jeho nejmladší účastnice skončila na 16. místě, přičemž závod na 500 m dokončila na třetím místě. Na podzim téhož roku debutovala ve Světovém poháru; v závodech na 100 m se v celkovém hodnocení sezóny 2004/2005 umístila na pátém místě. V roce 2005 již získala na seniorském mistrovství světa na trati 500 m bronzovou medaili. Od sezóny 2005/2006 se začala výrazně prosazovat v závodech Světového poháru a přesto, že jeho celkové hodnocení zatím nevyhrála, pravidelně se umisťuje na předních příčkách na tratích 100 a 500 m (byla několikrát celkově druhá a třetí). Její prozatím nejúspěšnější sezónou je ročník 2009/2010, kdy vyhrála sprinterský šampionát i závod na 500 m na Zimních olympijských hrách ve Vancouveru. Na mítinku Světového poháru v Calgary dne 20. ledna 2013 zajela časem 36,80 s světový rekord na trati 500 m, o týden později získala bronzovou medaili na Mistrovství světa ve sprintu 2013. V sezóně 2012/2013 vyhrála celkové pořadí Světového poháru v závodech na 500 m a na světovém šampionátu obhájila zlato na trati 500 m. Startovala na Zimních olympijských her 2014, kde v závodě na 500 m obhájila olympijské zlato, na dvojnásobné distanci byla dvanáctá. Na MS 2016 zvítězila v závodě na 500 m, o rok později vybojovala stříbro. Zúčastnila se také Zimních olympijských her 2018, kde na trati 500 m získala stříbrnou medaili.